# Scholander Island
För andra betydelser, se Scholander.
Scholander Island är en ö i Antarktis. Den ligger i havet utanför Västantarktis. Argentina, Chile och Storbritannien gör anspråk på området.